# Projectieve ruimte
In wiskunde is een projectieve ruimte een verzameling van elementen die opgevat kan worden als de verzameling {\displaystyle P(V)} van lijnen door de oorsprong van een vectorruimte {\displaystyle V}. Als {\displaystyle V=\mathbb {R} ^{2}} of {\displaystyle V=\mathbb {R} ^{3}}, spreekt men respectievelijk van de projectieve lijn en het projectieve vlak. Een projectieve ruimte bestaat als het ware uit alle richtingen in een vectorruimte.
Het idee van een projectieve ruimte houdt verband met perspectief, in het bijzonder met de manier waarop het oog of het objectief van een camera een driedimensionale scène projecteert als een tweedimensionaal beeld. Alle punten die op een zichtlijn liggen, dat wil zeggen op een projectielijn die door het oog of de intreepupil van de camera gaat, worden geprojecteerd op een gemeenschappelijk beeldpunt. In dit geval is {\displaystyle \mathbb {R} ^{3}} de vectorruimte met het oog of de intreepupil van de camera in de oorsprong, en correspondeert de projectieve ruimte met de beeldpunten.

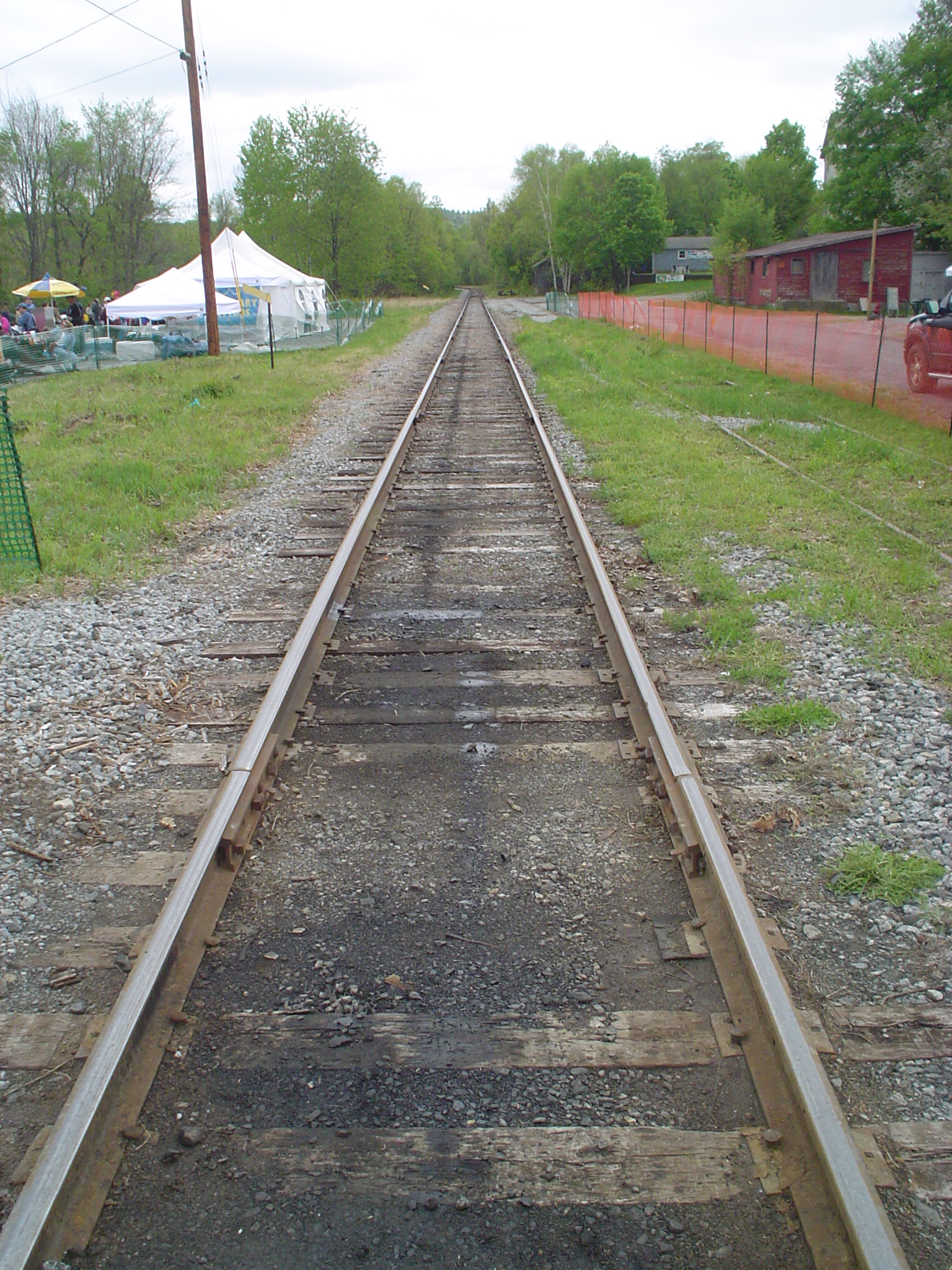
In een grafisch perspectief raken parallelle lijnen in het vlak elkaar in een verdwijnpunt aan de horizon.

Projectieve ruimten kunnen worden bestudeerd als een apart deelgebied binnen de wiskunde, maar worden ook in verschillende toepaste gebieden, vooral in de meetkunde gebruikt. Meetkundige objecten, zoals punten, lijnen of vlakken, kunnen worden weergegeven als elementen in projectieve ruimten, die zijn gebaseerd op homogene coördinaten. Als gevolg daarvan kunnen diverse relaties tussen deze objecten eenvoudiger worden beschreven dan mogelijk is zonder gebruik te maken van homogene coördinaten. Bovendien kunnen verschillende stellingen in de meetkunde consistent en veelomvattender worden gemaakt. Om een voorbeeld te geven, in de standaardmeetkunde van het vlak snijden twee lijnen elkaar altijd in een zeker punt, behalve als deze lijnen parallel aan elkaar lopen. In een projectieve representatie van lijnen en punten bestaat een dergelijk snijpunt echter ook voor parallelle lijnen, en kan dit snijpunt op dezelfde wijze worden berekend als andere snijpunten.
Andere wiskundige deelgebieden waar projectieve ruimten een belangrijke rol spelen zijn de topologie, de theorie van de Lie- en de algebraïsche groepen en hun representatietheorieën.
Projectieve ruimten geven ook de aanleiding tot de studie van polaire ruimten.

## Inleiding
Zoals hierboven al aangegeven is de projectieve ruimte een meetkundig structuur die beweringen, zoals "evenwijdige lijnen snijden elkaar in het oneindig", formaliseert. Om een en ander te verduidelijken, volgt hieronder de constructie van het reële projectieve vlak {\displaystyle P(\mathbb {R} ^{2})}. Er zijn drie gelijkwaardige definities:

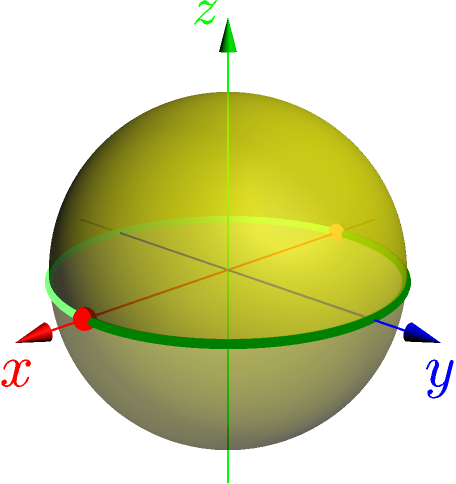

1. De verzameling van alle lijnen in {\displaystyle \mathbb {R} ^{3}} door de oorsprong. Elk van deze lijnen snijdt het boloppervlak om de oorsprong met straal 1  precies 2 keer, zeg in {\displaystyle S=(x,y,z)} en in het tegenoverliggende punt {\displaystyle -S=(-x,-y,-z)}.
2. De punten van het halve boloppervlak om de oorsprong met straal 1 en {\displaystyle z}-coördinaat niet negatief. Alternatief kan het hele boloppervlak genomen worden en geen onderscheid gemaakt worden tussen de punten {\displaystyle S} en {\displaystyle -S}. Het punt {\displaystyle (1,0,0)} (rood in het plaatje hiernaast) wordt bijvoorbeeld geïdentificeerd met {\displaystyle (-1,0,0)} (roze), enz.
3. De verzameling van equivalentieklassen in {\displaystyle \mathbb {R} ^{3}\setminus \{0\}}, dat wil zeggen de driedimensionale ruimte zonder de oorsprong, waarin twee punten {\displaystyle S} en {\displaystyle S'} equivalent zijn als ze op dezelfde lijn door de oorsprong liggen, dus als er een getal {\displaystyle \lambda \in \mathbb {R} ,\lambda \neq 0} is, zodanig dat {\displaystyle S'=\lambda S}. Een gebruikelijke manier om een element van het projectieve vlak, dat wil zeggen een equivalentieklasse, te noteren is met behulp van homogene coördinaten. De equivalentieklasse van {\displaystyle (x,y,z)} wordt dan aangeduid als {\displaystyle [x:y:z]}.

Merk op dat enig punt {\displaystyle [x:y:z]} met {\displaystyle z\neq 0} equivalent is aan {\displaystyle [x/z:y/z:1]}. Er zijn dus twee disjuncte deelverzamelingen van het projectieve vlak: ten eerste de deelverzameling die bestaat uit de punten {\displaystyle [x:y:z]\equiv [x/z:y/z:1]} voor {\displaystyle z\neq 0}, en ten tweede de deelverzameling die bestaat uit de resterende punten {\displaystyle [x:y:0]}. De laatste deelverzameling kan op dezelfde wijze weer worden onderverdeeld in twee disjuncte deelverzamelingen, een met de punten {\displaystyle [x/y:1:0]} en een met {\displaystyle [x:0:0]}. In het laatste geval is noodzakelijkerwijs {\displaystyle x\neq 0}, omdat de oorsprong geen deel uitmaakt van {\displaystyle \mathbf {P} ^{2}(\mathbb {R} )}. Dus is het punt equivalent aan {\displaystyle [1:0:0]}.
Meetkundig is de eerste deelverzameling, die isomorf is aan {\displaystyle \mathbb {R} ^{2}} (niet alleen als een verzameling, maar ook als een variëteit, zoals wij later zullen zien), in het plaatje hier rechtsboven het gele bovenste halfrond (zonder de evenaar), of op gelijkwaardige wijze het onderste halfrond. De tweede deelverzameling, die isomorf is aan {\displaystyle \mathbb {R} ^{1}}, komt overeen met de groene lijn (zonder de twee gemarkeerde punten), of, nogmaals, op gelijkwaardige wijze de lichtgroene lijn. Ten slotte hebben we de rode punt of op gelijkwaardige wijze het roze-achtige punt. We hebben dus te maken met een disjuncte decompositie.
{\displaystyle \mathbf {P} ^{2}(\mathbb {R} )=\mathbb {R} ^{2}\cup \mathbb {R} ^{1}\cup \mathrm {punt} }
Intuïtief en hieronder meer gepreciseerd is, R1 ⊔ punt zelf de reële projectieve lijn P1(R). Beschouwd als een deelverzameling van P2(R) wordt het de lijn op oneindig genoemd, terwijl R2 ⊂ P2(R) het affiene vlak, dat wil zeggen het gewone vlak, wordt genoemd.
Het volgende doel is om de bewering "parallelle lijnen ontmoeten elkaar op oneindig" te preciseren. Een natuurlijke bijectie tussen het vlak z = 1 (die de sfeer aan de noordpool N = (0, 0, 1) raakt) en het affiene vlak binnen in het projectieve vlak (dat wil zeggen de bovenste halfrond) wordt volbracht door de stereografische projectie, dat wil zeggen dat enig punt P op dit vlak wordt afgebeeld op het snijpunt van de lijn door de oorsprong en P en de sfeer.
Daarom worden twee lijnen L1 en L2 (blauw) in het vlak afgebeeld op wat lijkt op grootcirkels (hoewel er antipodale punten worden geïdentificeerd). Grootcirkels kruisen elkaar precies in de twee antipodale punten, die zijn aangegeven in het projectieve vlak, dat wil zeggen dat elke twee lijnen precies een snijpunt binnen P2(R) hebben. Dit fenomeen is geaxiomatiseerd en wordt bestudeerd in de projectieve meetkunde.

## Definitie van een projectieve ruimte
Een reële projectieve ruimte {\displaystyle \mathbf {P} ^{n}(\mathbb {R} )} wordt  gedefinieerd door
{\displaystyle \mathbf {P} ^{n}(\mathbb {R} )=(\mathbb {R} ^{n+1}\setminus \{0\})/\sim }
met de equivalentierelatie 
{\displaystyle (x_{0},x_{1},\ldots ,x_{n})\sim (\lambda x_{0},\lambda x_{1},\ldots ,\lambda x_{n})}
voor elke reële {\displaystyle \lambda \neq 0}.
Op analoge wijze is een projectieve ruimte de verzameling van alle lijnen in {\displaystyle \mathbb {R} ^{n+1}} die door de oorsprong gaan.

## Websites
- (en)  ProofWiki. Definition:Projective Space.